# José Alperovich
José Jorge Alperovich (Banda del Río Salí, 12 de abril de 1955) es un contador público y político que fue tres veces gobernador  de la provincia de Tucumán entre 2003 y 2015, reelegido en dos oportunidades.  
Tras su paso por la gobernación tucumana, en diciembre de 2015 asumió como senador nacional nuevamente. En noviembre de 2019 fue denunciado penalmente e imputado por abusos sexuales, lo que causó que pidiese una licencia como senador nacional.El 18 de junio del 2024 fue condenado a 16 años de prisión por abuso sexual y fue inhabilitado a ejercer cargos públicos de manera perpetua.
Está casado con Beatriz Rojkés, que ocupó también el cargo de senadora nacional y presidenta del Partido Justicialista en su provincia.
En marzo de 2025 fue denunciado por enriquecimiento ilícito. Además, se hizo público que está en pareja, de manera extramatrimonial, con Marianela Mirra, ganadora de Gran Hermano en 2007.

## Biografía
Hijo del empresario León Alperovich, inmigrante venido de Lituania, y de Marta León, se crio en el seno de una familia judía. Se recibió de contador público, trabajando como tal por varios años.
Empezó su carrera política ganando como legislador provincial perteneciente al bloque de la Unión Cívica Radical en 1995. Fue presidente de la Comisión de Hacienda y Presupuesto durante la gestión de Antonio Bussi. Luego de la derrota electoral de Ricardo Bussi en las elecciones de junio de 1999, el nuevo gobernador justicialista, Julio Miranda, lo nombró ministro de economía como uno de los gestos pactados entre la dirigencia radical tucumana y el justicialismo tucumano. Este acuerdo pretendía mantener un canal fluido de comunicación con el gobierno de la Alianza presidido por Fernando de la Rúa. La crisis política en el gobierno de Fernando de la Rúa del año 2001, aceleró el alejamiento de Alperovich del radicalismo, tras lo cual se afilió al Partido Justicialista. En las elecciones legislativas de ese año fue elegido Senador Nacional
En 2003, ante la crisis política del gobierno de Julio Miranda y la debilidad de los sectores del justicialismo tucumano, el gobernador saliente impuso la candidatura de Alperovich para Gobernador. Esto provocó una controversia constitucional, ya que la Constitución provincial votada en 1990 establecía que el gobernador debía pertenecer a la confesión católica. Alperovich, quien pertenece a la confesión judía, impugnó esta cláusula que fue invalidada por la Justicia. En las elecciones de ese año, la fórmula José Alperovich - Fernando Juri se impuso frente a una coalición de partidos opositores liderados por Esteban Jerez.

## Gobernación de Tucumán

### Primer gobierno
En 2003 asumió la gobernación en fórmula con Fernando Juri, y en el año 2005, tuvo que enfrentarse con su vicegobernador en una interna, por la presidencia del partido, triunfando Alperovich por una amplia mayoría. Esto aumentó el poder político del gobernador, a la vez que tejía lazos políticos con el presidente Néstor Kirchner, lo que permitió a la Provincia de Tucumán realizar un amplio plan de obras públicas además del envío de fondos suplementarios para sostener la contención social de amplios sectores sociales excluidos. Esta estrategia obtuvo un amplio respaldo popular en las elecciones legislativas de octubre de 2005, cuando la lista del justicialismo se alzó con cinco diputados nacionales y la primera minoría para senadores.
En aquel entonces la Constitución provincial de Tucumán no tenía previsto la reelección, [cita requerida]lo cual fue modificado mediante una reforma constitucional. Esta reforma suplantó la reforma constitucional realizada por el bussismo en el año 1990. El Colegio de Abogados impugnó judicialmente algunas cláusulas. lo que permitió que en 2007 fuera reelegido para el cargo, con la fórmula José Alperovich - Juan Luis Manzur, con un amplio margen electoral por sobre los opositores cuya creciente atomización, reforzó el esquema de poder de Alperovich y sus socios políticos.
El 26 de febrero de 2006 tuvo lugar el rimen de Paulina Lebbos. La investigación por el mismo terminó con 25 acusados por falso testimonio, muchos de ellos funcionarios del gobierno de José Alperovich, como el exsecretario de Seguridad de la provincia Eduardo Oscar Di Lella, el exjefe de la Policía Hugo Raúl Sánchez y el ex subjefe de la Policía Nicolás Barrera.

### Segundo gobierno
En 2007 fue reelegido gobernador con  más del 78 % de los votos. El segundo período como gobernador de José Alperovich tuvo como rasgo político definido su adhesión al proyecto político representado por el expresidente Néstor Kirchner y la presidenta Cristina Fernández de Kirchner.
En este periodo de gobierno, las alianzas con sectores empresarios comenzó a resquebrajarse como motivo de la disputa por las rentenciones a la actividad agrícola en 2008, produciéndose la renuncia de algunos funcionarios en protesta por su apoyo al gobierno nacional.
En las elecciones del 28 de agosto de 2011, Alperovich fue reelegido para un nuevo período, obteniendo un 69,89 % de los votos válidamente emitidos. Los resultados de estos últimos comicios reforzaron el liderazgo de Alperovich, por sobre las estructuras del Partido Justicialista y sus aliados, mientras la oposición aglutinada en el frente denominado «Acuerdo Cívico y Social», no registró un crecimiento electoral.

### Tercer gobierno
Debido a la modificación constitucional que realizó la provincia de Tucumán en febrero de 2006, se introdujo una cláusula que establece un máximo de dos gestiones consecutivas para el gobernador a partir del año 2007. Alperovich había sido elegido por primera vez en 2003, y fue reelegido en 2007. Esto posibilitó la introducción de una cláusula transitoria que imponía una interpretación del texto constitucional según la cual la gestión 2007-2011 sería considerada como su "primera gestión", por ser la primera desde la modificación constitucional. Esta interpretación le permitió ser electo por tercera vez el 28 de agosto de 2011.
De este modo, José Alperovich se convirtió en el primer gobernador de la historia moderna de Tucumán, en ser electo por tercera vez, ejerciendo efectivamente el mando. El único antecedente en la historia política contemporánea de la Provincia de Tucumán, de un gobernador triunfador en las urnas con vistas a un tercer mandato, pero que no asumió por divergencias en el Colegio Electoral, aconteció en el año 1942, cuando el gobernador Miguel Mario Campero se impuso numéricamente en los comicios, pero los desacuerdos y la posterior intervención federal, le impidieron asumir el cargo de gobernador.[cita requerida]
Durante la segunda gestión el salario docente provincial en la educación obligatoria entre 2003 y 2012 creció un 750 % (salario básico de maestro de grado); y en igual período se han construido 166 escuelas nuevas y se han concretado obras de refacción, ampliación y reparación en otras 400.
En las elecciones legislativas de 2013, tanto en la Primarias Abiertas y Obligatorias del 11 de agosto, como también, en las elecciones generales del 27 de octubre, el gobierno de José Alperovich logró imponerse en las urnas. La principal fuerza opositora fue el Acuerdo Cívico y Social (integrado por la Unión Cívica Radical, el Partido Socialista, Libres del Sur y la Democracia Cristiana) le arrebató dos diputados al gobierno.
La población con agua potable en el Gran San Miguel de Tucumán pasó del 66 por ciento en 2004 al 97 por ciento en 2012. Se amplió este beneficio a 370 000 tucumanos.Mientras en 2004 sólo el 32 por ciento tenía acceso a cloacas, esa cifra ascendió en 2012 al 65 por ciento. Se construyó la Planta de Tratamiento de Líquidos Cloacales de San Felipe que beneficia a 600 000 habitantes.
Los días 9 y 10 de diciembre de 2013 se produjo un acuartelamiento policial que tuvo como consecuencia 250 locales comerciales saqueados, casi 100 heridos y varios muertos.
En 2014 se construyó una central de identificación informatizada, donde se digitalizan las huellas dactilares de los prontuarios y se integran con bases de datos de migraciones y otras policías. También se lanzó la implementación de  un sistema integrado de emergencias 911, reforzado con la instalación de cámaras de vigilancia, GPS y equipos de comunicaciones en las principales ciudades del interior provincial.
En 2013 se inauguró  el Hospital Eva Perón —más conocido como "Hospital del Este"— en un predio de nueve hectáreas. Se trata de un centro médico de mediana complejidad, y el edificio cubre 12 500 metros cuadradas, entre la planta baja y el primer piso. Los alrededores se reservaron para el estacionamiento, las calles internas y los espacios verdes. El Gobierno de Alperovich comenzó a trabajar en la instalación de la planta de líquidos cloacales en 2010, y el proyecto requirió una inversión de $ 270 millones. La planta fue terminada en 2013, diseñada para procesar los residuos cloacales de 600 000 habitantes.

## Condena por abuso sexual
El día 22 de noviembre de 2019 fueron presentadas dos denuncias penales que relataban múltiples ataques sexuales por parte de Alperovich hacia la denunciante, su sobrina segunda, de 29 años. Ante la magnitud de la acusación, y ya que los hechos sucedieron en dos jurisdicciones distintas, quedaron asentadas en los tribunales penales tanto de la provincia de Tucumán como de la Ciudad Autónoma de Buenos Aires. Los reiterados abusos sexuales a los que la habría sometido datarían desde diciembre de 2017 hasta mayo de 2019, siempre en lugares donde Alperovich se movía con total libertad y seguridad.
Ante tales denuncias, el senador tucumano solicitó una licencia que fue aprobada por unanimidad por la Cámara alta. En su solicitud, Alperovich dice ser “víctima de denuncias promovidas” en su contra y habla acerca de la supuesta “infamia” que está atravesando.
Además, el senador acusó a la denunciante, quien dice se presenta "falsamente como víctima", de "amenazas y exigencias indebidas". El dirigente tucumano contó que promovió con anterioridad denuncias en este sentido y develó la identidad de la joven de 29 años, contra su voluntad.
Tras la denuncia, el Senado activó el protocolo de protección a las víctimas de la violencia laboral y de género, y separó a la denunciante del despacho de la senadora Beatriz Mirkin, compañera de bloque de Alperovich, en el que prestaba servicios al momento de radicada la denuncia.
El 18 de junio de 2024 José Alperovich fue encontrado culpable de los cargos de abuso sexual simple reiterado en tres oportunidades, dos hechos en grado de tentativa y otros seis hechos con acceso carnal, mediando intimidación, abuso de una relación de dependencia, de poder y de autoridad contra su sobrina y exsecretaria, ocurridos entre el 14 de diciembre de 2017 y el 26 de marzo de 2018. Se lo condenó a dieciséis años de prisión, además de quedar inhabilitado para ejercer cargos públicos. El juez Juan Ramos Padilla ordenó que fuera inmediatamente detenido y enviado a prisión efectiva una vez dictada la sentencia.